# Otto Schatzker
Otto Schatzker (geboren am 12. Februar 1885; gestorben am 29. Dezember 1959) war ein österreichischer Kunsthändler.

## Leben

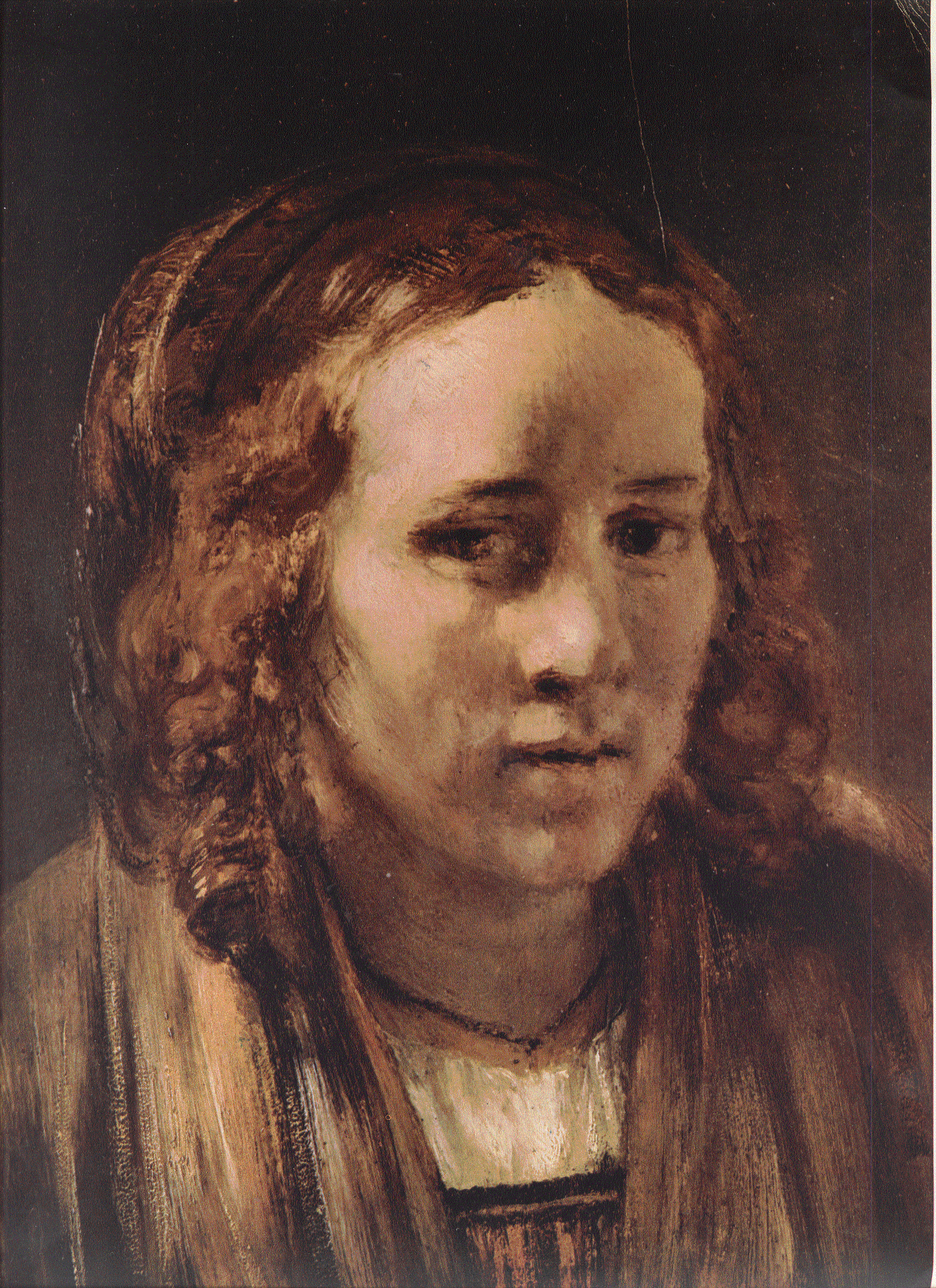
Rembrandt (?): Hendrickje Stoffels; durch Schatzker gehandelt, heute im Städel Museum, Frankfurt am Main

Die Herkunft von Otto Schatzker ist nicht eindeutig geklärt. Die von der Israelitischen Kultusgemeinde Wien ausgestellte Geburtsurkunde gibt als Vater unbekannt und als Mutter Ernestine Schatzker an. Im Standesprotokoll der Niederösterreichischen Landesgebäranstalt ist über die Mutter vermerkt, sie sei „22 Jahre alt, israelitisch, Handarbeiterin“ und stamme aus Krystynopol in Galizien. Nach dem Anschluss Österreichs an das Deutsche Reich 1938 bestritt Schatzker ein Sohn von Ernestine Schatzker zu sein, da bei der Geburt seitens der Mutter falsche Ausweisdokumente vorgelegt worden seien. Otto Schatzker wurde eine Woche nach der Geburt im Wiener Findelhaus abgegeben. Ab dem 8. April 1885 lebte er bei der Pflegemutter Christine Jagos in Ungarn, am 19. Juni 1888 kam er zu Agnes Höbart (oder Höllbart) in Marbach am Walde in Niederösterreich. 1895 lebte Schatzker für einige Monate im Wiener Neustädter Asyl bevor er am 14. November 1895 zu seinem früheren Ziehvater, dem Tagelöhner Franz Höllbart (oder Höbart) nach Marbach am Walde zurückkehrte. Dort wurde er am 4. Juni 1899 getauft.
Otto Schatzker verfügte über eine geringe Schulbildung. Er erlernte zunächst das Kunsttischlerhandwerk, war danach Löwenwärter bei einem Münchner Zirkus und arbeitete dann als „Hausknecht“ später als „Diener“ bei einem Antiquitätenhändler. 1915 machte er sich in Wien als Kunsthändler selbstständig. Im selben Jahr heiratete er Marie Christ, ein aus Mähren stammendes Stubenmädchen. Aus dieser Beziehung ging der bereits 1909 geborene Sohn Otto Schatzker jun. hervor. Die Familie bewohnte ein Haus in der Köllnerhofgasse, das Schatzker 1922 erwarb. Zu Beginn seiner Tätigkeit als Kunsthändler wurde Schatzker durch den Unternehmer Ernst Adler aus Asch in Böhmen unterstützt, der ihn mit zahlreichen Gemälden belieferte. Später betrieb er gemeinsam mit seiner Frau die Kunsthandlung Gemäldegalerie Schatzker im Philipphof in der Augustinerstr. 8. Dort handelte die Schatzkers mit Gemälden, weiteren Kunstgegenständen, Tapisserien, Autographen und Musikhandschriften.
Mit dem „Anschluss Österreichs“ traten 1938 auch dort die Nürnberger Gesetze in Kraft. Wegen Fehlen eines Ariernachweises – Schatzker galt trotz Taufe nach dem Gesetz als Jude – war ihm jegliche Tätigkeit als Kunsthändler untersagt. Er versuchte Anfang Mai 1938 vergeblich, sich per Antrag von diesen Vorschriften befreien zu lassen. Sein Geschäft in der Augustinerstraße musste er schließen. Die Geschäftsräume übernahm der Kunsthändler Sepp (Josef) Neugschwandtner. Dennoch handelte Schatzker von seiner Wohnung aus weiter mit Kunstgegenständen. So kaufte er nachweislich bei Juden, die flüchten oder auswandern mussten. Zudem vermittelte Schatzker Kunstgegenstände an andere Kunsthändler, darunter an die Münchnerin Maria Almas-Dietrich, die Adolf Hitler zu ihren Kunden zählte.
Unter nicht geklärten Umständen erhielt Schatzker am 13. Mai 1941 die Bescheinigung, er sei „deutschen oder artverwandten Blutes im Sinne der Ersten Verordnung zum Reichsbürgergesetz“. Seine Frau behauptete nach dem Krieg, Schatzker habe hierfür 10.000 Reichsmark gezahlt. Seine Beziehungen zu einflussreichen Persönlichkeiten können bei der Entscheidung ebenfalls eine wesentliche Rolle gespielt haben. Zwischen 1941 und 1945 florierte Schatzkers Kunsthandel und er unternahm Handelsreisen in das Protektorat Böhmen und Mähren, auf den Balkan und 1943 nach Florenz. Mit wertvollen Geschenken versuchte Schatzker das Wohlwollen führender Funktionäre der NSDAP zu erlangen. So schenkte er Adolf Hitler 1942 zwei handschriftliche Briefe des Komponisten Richard Wagner und an das so genannte „Führermuseum Linz“ gingen eine Handzeichnung und zwei Briefe von Adalbert Stifter.
Besondere Bedeutung erlangte Schatzker beim Verkauf der Sammlung Mendelssohn-Gordigiani. Die Kunstsammlung des 1917 verstorbenen Berliner Bankiers Robert von Mendelssohn enthielt unter anderem mehrere Werke des französischen Impressionismus und zwei Gemälde, die seinerzeit Rembrandt van Rijn zugeschrieben wurden. Die Kunstwerke waren 1942 im Besitz der Witwe Giulietta Mendelssohn-Gordigiani, die italienische Staatsbürgerin und nach den Rassegesetzen „Arierin“ war. In finanzieller Notlage betrieb sie den Verkauf der Werke über ihren Mittelsmann Dr. Aldo Cima, damals Generalsekretär der italienischen Handelskammer in Wien. Dieser zog Otto Schatzker als Kunsthändler hinzu. Während der Verkauf der Werke des Impressionismus (Bilder von Édouard Manet, Claude Monet, Edgar Degas) an die Österreichische Galerie Belvedere unter Einbeziehung des Museumsdirektors Bruno Grimschitz und des Reichsstatthalters Baldur von Schirach problemlos verlief, verzögerten sich der Verkauf der beiden Rembrandtbilder. Adolf Hitler zeigte ein Kaufinteresse an den Bildern und ließ durch den Kunsthändler Karl Haberstock über den Erwerb verhandeln. Nach Verhandlungen, die sich über mehrere Monate hinzogen, trafen Hitler und von Schirach eine Vereinbarung, wonach das Selbstbildnis Rembrandts für 700.000 Reichsmark an das Kunsthistorische Museum ging, während das für 900.000 Reichsmark erworbene Bildnis Hendrickje Stoffels für das „Führermuseum Linz“ vorgesehen war. Das Selbstbildnis verblieb nach 1945 im Wiener Museum, es gilt heute nicht mehr als eigenständige Arbeit Rembrandts. Das Bildnis Hendrickje Stoffels, dessen Urheberschaft Rembrandts umstritten ist, befindet sich als Leihgabe der Bundesrepublik Deutschland im Frankfurter Städel Museum.
Nach dem Zweiten Weltkrieg wurde gegen Schatzker ein Verfahren wegen missbräuchlicher Bereicherung eingeleitet und ein umfangreicher Bestand an Kunstwerken sichergestellt. Einen Teil davon musste er später an Alteigentümer übergeben. Der Musealreferent und Regierungsrat Ludwig Berg lobte hingegen Schatzkers Verdienste, der „eine Reihe bedeutendster Gemälde (Rembrandt, Corot, Manet, Monet, Degas, Menzel) den staatlichen Museen in Wien verschafft“ habe.